# Psilotrichum majus
Psilotrichum majus är en amarantväxtart som beskrevs av Albert Peter. Psilotrichum majus ingår i släktet Psilotrichum och familjen amarantväxter. Inga underarter finns listade i Catalogue of Life.